# Distrito de Broye
O Distrito de Broye é um dos sete distritos do Cantão de Friburgo, na Suíça, que margeia o Lago Neuchâtel. Seu território é não-contíguo e Broye é fragmentado em quatro partes, sendo que três delas são exclaves do Cantão de Friburgo. De acordo com o censo de 2010, sua população é de 26.525 habitantes.

## Comunas
Broye consiste nas seguintes comunas, sendo que a capital é Estavayer-le-Lac:
| Brasão           | Comuna           | População censo de 2010 | Área em km² |
| ---------------- | ---------------- | ----------------------- | ----------- |
| Bussy            | Bussy            | 362                     | 3,60        |
| Châbles          | Châbles          | 663                     | 4,80        |
| Châtillon        | Châtillon        | 350                     | 1,30        |
| Cheiry           | Cheiry           | 349                     | 6,49        |
| Cheyres          | Cheyres          | 1.153                   | 5,16        |
| Cugy             | Cugy             | 1.407                   | 9,91        |
| Delley-Portalban | Delley-Portalban | 904                     | 7,22        |
| Domdidier        | Domdidier        | 2.702                   | 8,96        |
| Dompierre        | Dompierre        | 770                     | 4,45        |
| Estavayer-le-Lac | Estavayer-le-Lac | 5.554                   | 8,89        |
| Fétigny          | Fétigny          | 835                     | 4,08        |
| Gletterens       | Gletterens       | 789                     | 3,02        |
| Léchelles        | Léchelles        | 617                     | 8,75        |
| Les Montets      | Les Montets      | 1.259                   | 10,35       |
| Lully            | Lully            | 954                     | 5,44        |
| Ménières         | Ménières         | 323                     | 4,33        |
| Montagny         | Montagny         | 2.044                   | 17,52       |
| Morens           | Morens           | 149                     | 2,58        |
| Murist           | Murist           | 566                     | 8,20        |
| Nuvilly          | Nuvilly          | 371                     | 3,97        |
| Prévondavaux     | Prévondavaux     | 63                      | 1,80        |
| Rueyres-les-Prés | Rueyres-les-Prés | 320                     | 3,18        |
| Russy            | Russy            | 208                     | 3,72        |
| Saint-Aubin      | Saint-Aubin      | 1.391                   | 7,90        |
| Sévaz            | Sévaz            | 250                     | 2,46        |
| Surpierre        | Surpierre        | 304                     | 4,77        |
| Vallon           | Vallon           | 332                     | 3,51        |
| Vernay           | Vernay           | 1.019                   | 8,32        |
| Villeneuve       | Villeneuve       | 327                     | 3,54        |
| Vuissens         | Vuissens         | 180                     | 5,62        |
|                  | Total            | 26.525                  | 140,2       |

## Demografia
De acordo com o censo de 2010, a população do distrito de Broye é de 26.525 habitantes. A maioria da população, em 2000, tinha como língua materna o francês (16.347 ou 87,7%); o alemão aparecia como a segunda mais comum (436 ou 6,3%) e o português, em terceiro lugar, com 421 (ou 1,5%).  Havia 177 pessoas que falavam italiano e seis pessoas que tinham, como língua materna, o romanche.
A evolução histórica da população do distrito é apresentada pela seguinte tabela: